# Aleksandr Nikiszyn (szermierz)
Aleksandr Gieorgijewicz Nikiszyn (ros. Александр Георгиевич Никишин, ur. 16 listopada 1955 w Moskwie) – rosyjski szablista reprezentujący ZSRR, dwukrotny medalista mistrzostw świata.
Podczas mistrzostw świata w Buenos Aires w 1977 roku reprezentanci ZSRR w składzie: Michaił Burcew, Władimir Nazłymow, Aleksandr Nikiszyn, Wiktor Bażenow i Chusiejn Ismaiłow zwyciężyli w zawodach drużynowych. W tej samej konkurencji zdobył również srebrny medal na mistrzostwach świata w Hamburgu rok później.
Nigdy nie wziął udziału w igrzyskach olimpijskich.
Po zakończeniu kariery został trenerem.